# A la toná

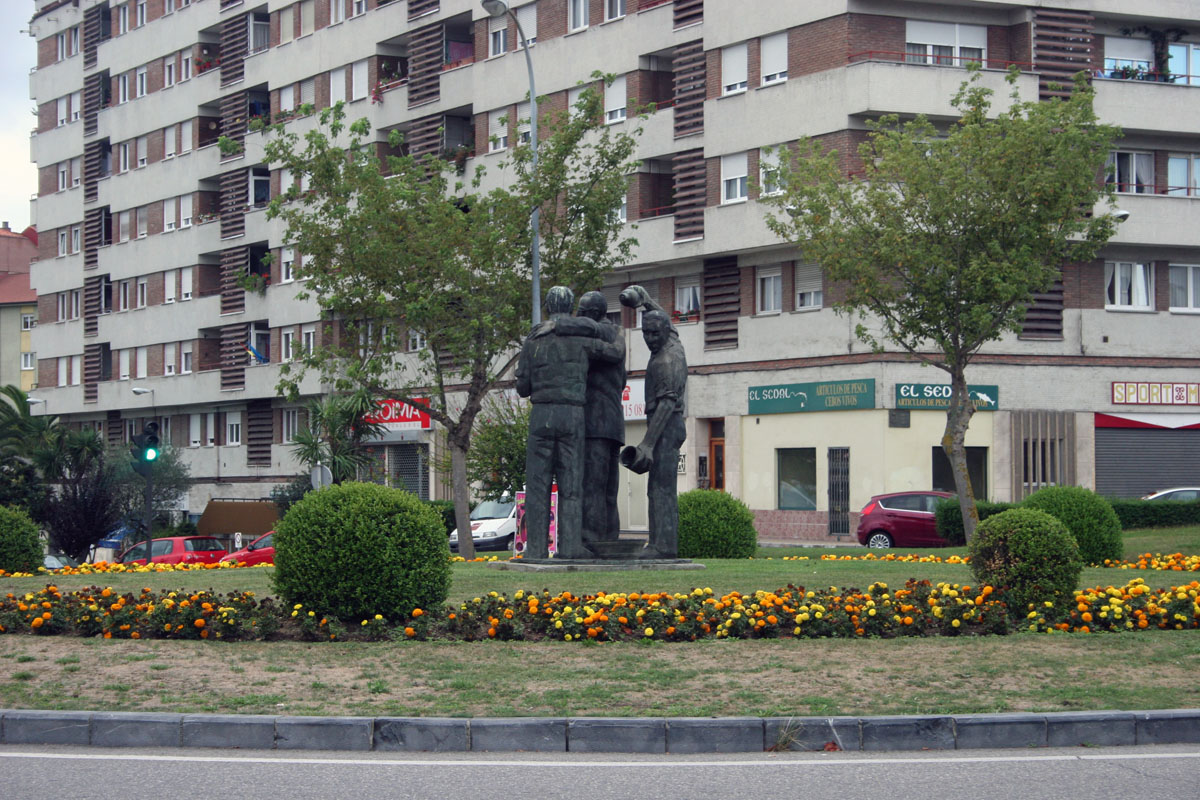
Conjunto escultórico A la toná.

La escultura urbana conocida por el nombre A la toná, ubicada en el cruce de la calle Ángel Cañedo con la de Sabino Fernández Campo, en la ciudad de Oviedo, Principado de Asturias, España, es una de las más de un centenar que adornan las calles de la mencionada ciudad española.
El paisaje urbano de esta ciudad se ve adornado por  obras escultóricas, generalmente monumentos conmemorativos dedicados a personajes de especial relevancia en un primer momento, y más puramente artísticas desde finales del siglo XX.
La escultura, hecha inicialmente en madera, se realizó más tarde en bronce, es obra de José Antonio García Prieto, y está datada en 1999.
Es una escultura homenaje al cantante Juanín de Mieres Juan Menéndez Muñiz y a la tonada en general, que se representa en su faceta más popular: "echar un cantarín en el chigre"; así, el cantante está abrazando, por los hombros, a un amigo, mientras detrás de ellos, se ve un escanciador de sidra.